# Freituxe (Bóveda)
Freituxe (llamada oficialmente Santiago de Freituxe) es una parroquia y una aldea española del municipio de Bóveda, en la provincia de Lugo, Galicia.

## Geografía
Limita con las parroquias de Layosa al norte, Pino al sur, Canedo y Ferreirúa al este, y Guntín y Mosteiro por el oeste.

## Historia
La primera vez que se hace referencia a Freituxe es en el testamento mayor del obispo Odoario, en el que aparece como Villa Fructuosi, en el año 747. Más tarde, siendo abad Lope de Barrera, el beneficio de Freituxe pasa a depender del Monasterio de Samos.

## Organización territorial
La parroquia está formada por tres entidades de población, constando dos de ellas en el nomenclátor del Instituto Nacional de Estadística español:
- Cubelo (Covelo)
- Freituxe
  - A Vila
  - Freituxe

## Demografía

### Parroquia
| Gráfica de evolución demográfica de Freituxe (parroquia) entre 2000 y 2019 |
|                                                                            |
| Datos según el nomenclátor publicado por el INE.                           |

### Aldea
| Gráfica de evolución demográfica de Freituxe (aldea) entre 2000 y 2019 |
|                                                                        |
| Datos según el nomenclátor publicado por el INE.                       |

## Lugares de interés
- Iglesia parroquial de Santiago, data del siglo XVII.
- Casa do Priorado, que conserva el escudo de la Abadía de Samos esculpido en mármol, representando, dentro de un campo ovalado, una mano con espada y otra con palma.

## Festividades
- Fiestas de la Inmaculada, en mayo.[6]